# Admir Adžem
Admir Adžem (ur. 25 marca 1973 w Sarajewie) – bośniacki piłkarz występujący na pozycji obrońcy.
Adžem to wychowanek klubu FK Željezničar. Grał również w klubach NK Zagreb (Chorwacja), Đerzelez-Zenica Sarajewo (Bośnia),
Pogoń Szczecin, GKS Katowice, Željezničar, od 2005 do 2007 Zagłębie Sosnowiec.
W polskiej Ekstraklasie zadebiutował w barwach Pogoni Szczecin w meczu z Dyskobolią Grodzisk Wielkopolski 10 sierpnia 2002 (1-2).

## Sukcesy
Sukcesy osiągał jedynie w swoim kraju. W barwach Željezničara rozegrał w sumie 98 meczów, strzelając 7 bramek. W tym czasie dwa razy zdobył mistrzostwo, także dwa razy superpuchar oraz puchar krajowy.